# اولین باغچه‌بان
اِولین باغچه‌بان (به ترکی استانبولی: Evlin Bahceban) (زادهٔ ۱۸ خرداد ۱۳۰۷ در مرسین - درگذشتهٔ ۹ آبان ۱۳۸۹ در استانبول)، موسیقی‌دان، خواننده اپرا و نوازنده پیانو بود. او و فاخره صبا از بنیان‌گذاران اپرای تهران بودند. وی سال‌ها آواز گروهی (کُر) هنرستان عالی موسیقی را رهبری می‌کرد.
اولین زادهٔ ترکیه بود و سال‌های پایان عمرش را نیز در همان‌جا سپری کرد اما ایران را نیز وطن خود می‌دانست. او روح خود را ایرانی می‌دانست و عاشق ایران بود. او معتقد بود اگر «جسم کارهای هنری» او به ترکیه تعلق داشته باشد، «روح زندگی هنری و موسیقایی» او به ایران تعلق دارد. اولین درگفتگویی بزرگ‌ترین جایزه‌اش را مهر و محبت ایرانیان نسبت به خود می‌دانست.

این گفته او بسیار معروف است: 
«ترکیه وطن من است و من مثل یک درخت در آنجا رشد کردم، اما میوه‌هایم را در ایران دادم و در ایران به بار نشستم. به همین علت هر دو کشور را دوست دارم و هر دو را وطن خودم می‌دانم.»

## زندگی
وی در مرسین ترکیه از مادری فرانسوی و پدری ترک متولد شد. پانزده ساله بود که به کنسرواتوار دولتی آنکارا رفت و دورهٔ پیانو و آواز را در آن جا با درجهٔ ممتاز به پایان رساند. اِولین در کنسرتوار آنکارا با ثمین باغچه‌بان آهنگساز ایرانی آشنا شد و این آشنایی به ازدواج آن دو انجامید.
اِولین همراه با ثمین باغچه‌بان به ایران آمد و در ۲۲ سالگی نخستین کلاس تخصصی آواز را در هنرستان عالی موسیقی تهران بنیان گذاشت. نتیجه این کلاس‌ها پرورش خوانندگانی همچون حسین سرشار، محمد نوری، سودابه تاجبخش، پری ثمر، پری زنگنه، سودابه صفاییه و عنایت رضایی است که البته شاگردان این هنرمندان خود نیز بخش بزرگی از خوانندگان ایران را تشکیل می‌دهند.
اِولین باغچه بان به همراه منیر وکیلی، حشمت سنجری، فاخره صبا و چند هنرمند دیگر از پایه‌گذاران اپرای ایران و تالار رودکی هستند. او همچنین سال‌ها آواز گروهی هنرستان عالی موسیقی (کنسرتوار تهران) را رهبری می‌کرد.

## کر تهران و کر فرح
اولین باغچه بان از سال ۱۳۴۷ به مدت سه سال رهبری کر تهران را در دست داشت. بخش آواز گروهی در مراسم تاجگذاری توسط همین گروه به رهبری اولین باغچه بان رهبری و ضمن مراسم اجرا شد.
اولین باغچه‌بان در سال ۱۳۵۳ با پشتیبانی «بنیاد خیریه فرح پهلوی»، گروه همسرایان (کر) فرح را تشکیل داد. اعضای این گروه کودکان بی سرپرست بودند که از سراسر ایران به تهران آورده شده بودند. این گروه با وقوع انقلاب اسلامی منحل شد. ضبطی که توسط این گروه در سال ۱۹۷۸ در اتریش صورت گرفته بود پس از چهل سال در سال ۲۰۱۸ در اروپا منتشر شد.

## اختلاف در سازمان اپرا
با انتقال اختیارات گسترده به عنایت رضایی در تالار رودکی، اولین باغچه‌بان و تعدادی دیگر از همکارانش به عنوان اعتراض، دست از کار کشیدند. این بحران در رسانه‌های داخل و بیرون از ایران بازتاب یافت.

## رنگین کمون
اِولین باغچه بان در سال ۱۳۵۷ برای همکاری در ضبط آلبوم «رنگین کمون» ساخته ثمین باغچه بان (با همکاری ارکستر سمفونیک رادیو وین به رهبری توماس کریستین داوید) به اتریش سفر کرد. این آلبوم ابتدا به صورت صفحه گرامافون در فرانسه و بعدها به صورت کاست و سی. دی در ایران منتشر شد.

## بازگشت به ترکیه
با وقوع انقلاب ایران فعالیت‌های او و ثمین باغچه‌بان متوقف گشت و «شکافی در فعالیت‌های موسیقایی‌شان ایجاد شد» تا این که در سال ۱۳۶۳ مجبور به مهاجرت به شهر استانبول ترکیه شدند. اِولین باغچه‌بان از سال ۱۳۶۳ در دانشگاه معمار سنان استانبول (Mimar Sinan University) استادی رشته پیانو را بر عهده داشت و در سال ۱۳۷۳ بازنشسته شد.
اولین باغچه‌بان روز نهم آبان ۱۳۸۹ در سن ۸۲ سالگی درگذشت.

## آثار و تالیفات
او در دوران بازنشستگی ده کتاب دربارهٔ تکنیک‌های پیانو و آواز به زبان ترکی و فرانسوی نوشت و حقوق تمام کتاب‌ها را به دانشگاه معمار سنان هدیه کرده‌است. آخرین کتاب او نیز موسیقی برای کودکان، هنوز منتشر نشده‌است. اما مهم‌ترین کتاب او برای ایرانیان، کتابی است به زبان فرانسه که دربارهٔ فعالیت‌ها، آثار هنری و هنرمندان قبل از انقلاب ایران نوشته شده‌است.
اولین جدا از کار اپرا، در رسیتال‌های متعدد، آثاری از همسر خود ثمین باغچه‌بان و دوست دیرینش، حسین ناصحی را به اجرا درآورد. در میان این آثار، «رباعی شماره۱: دو زولفونت» از ثمین از شهرت بیشتری یافته‌است.

## پی‌نوشت
1. ↑  «نخستین ضبط گروه 'همسُرایان فرح' پس از چهل سال منتشر شد». بی‌بی‌سی فارسی. ۱۱ می ۲۰۱۸. دریافت‌شده در ۱۵ می ۲۰۱۸.
2. ↑  «اِولین باغچه بان، از بنیان‌گذاران اپرای ایران درگذشت». بی‌بی‌سی فارسی. ۳۱ اکتبر ۲۰۱۰. دریافت‌شده در ۲ نوامبر ۲۰۱۰.
3. ↑  «ده سال پس از خاموشی: دست نوشته‌های ثمین باغچه‌بان منتشر شدند». بی‌بی‌سی فارسی. ۱۹ مارس ۲۰۱۸. دریافت‌شده در ۱۵ می ۲۰۱۸.